# 1945 en droit
Cet article présente les faits marquants de l'année 1945 en droit.

## Événements

### Mai
- 8 mai : à Berlin, le maréchal Wilhelm Keitel signe la capitulation du Troisième Reich. La Seconde Guerre mondiale prend fin en Europe.

### Septembre
- 2 septembre : signature des actes de capitulation inconditionnelle du Japon, après l'annonce de la capitulation par l'empereur Hirohito le 15 août. Fin officielle de la Seconde Guerre mondiale.

### Octobre
- 21 octobre : 
  - référendum mettant fin à la IIIe République[1] française et autorisant la création d'une assemblée constituante afin d'en mettre en place une Quatrième. Les deux questions[2] posées sont approuvées[3];
  - France : élection d'une assemblée constituante pour une durée de sept mois.